# Muhintiri
Muhintiri ist ein Verwaltungsbezirk (englisch Ward) des Distrikts Ikungi in der tansanischen Region Singida.

## Geografie
Muhintiri ist ein Bezirk im nördlichen Zentralteil von Tansania etwa 45 Kilometer Luftlinie südwestlich der Regionshauptstadt Singida. Bei der Volkszählung 2022 lebten 12.199 Menschen in 2142 Haushalten auf einer Fläche von 238 Quadratkilometern.
Der Bezirk grenzt an fünf Bezirke des Distrikts Ikungi:
| Makilawa | Ihanja                                      | Isseke |
|          | Kompassrose, die auf Nachbargemeinden zeigt | Ikungi |
|          | Iglansoni                                   |        |

## Gliederung
Der Bezirk besteht aus drei Gemeinden (swahili Mtaa) mit 18 Orten (Kitongoji):
| Muhintiri - Muhintiri - Mfumbu - Mtae - Ikhombo - Unyambugha - Iyuhi | Mpetu - Mpetu - Nkhona - Majiweni - Nkhandi - Maghuka - Mbughantigha - Mfumbu | Kinyampembee - Kinyampembee A - Kinyampembee B - Mpipiti A - Mpipiti B - Kitunda |

## Wirtschaft und Infrastruktur
- Landwirtschaft: Im Bezirk werden 17.000 Rinder, 14.000 Ziegen und 18.000 Hühner gehalten (Stand 2016).[8]
- Bildung: Die Muhintiri Secondary School ist eine staatliche Tagesschule mit einer Ausbildung bis zur 4. Stufe.[9]
- Gesundheit: In der Gemeinde Mpetu gibt es eine staatliche Apotheke.[10]